# Margaret Lee
Margaret Lee, talvolta accreditata come Margareth Lee, pseudonimo di Margaret Gwendolyn Box (Wolverhampton, 4 agosto 1943 – Londra, 24 aprile 2024), è stata un'attrice e showgirl britannica, attiva nel cinema italiano prevalentemente negli anni sessanta e settanta.
Margaret Lee recitò in film comici, storici e di avventura, ma anche in b-movie e in alcune commedie all'italiana.

## Biografia
Margaret Lee nacque il 4 agosto 1943 a Wolverhampton, nelle West Midlands, ma crebbe a Londra.
Dopo aver studiato nella scuola d'arte drammatica "Italia Conti" di Londra, in cui si diplomò nel 1960, si trasferì in Italia, dove la sua capacità di parlare in maniera fluente tanto la lingua inglese quanto quella italiana (sia pure con un vago accento anglosassone) le consentì di doppiare sé stessa in alcuni dei film da lei interpretati. La aiutò anche il fisico prorompente, che la rese in Inghilterra una specie di sosia di Marilyn Monroe.

### Cinema
Esordì nel cinema in Maciste contro i mostri (1962), dove già fu coprotagonista nel ruolo di Moa, figlia del capo dei druidi, per il quale ebbe una paga di 500.000 lire (in un film il cui budget totale era di 100 milioni).
Fu coprotagonista anche di un altro film mitologico, Sansone contro i pirati (1963), nel ruolo di Amanda, nipote del governatore della Martinica. Ma a poco a poco si specializzò, grazie all'avvenenza fisica e alla recitazione brillante, in film comici e in commedie, interpretando immancabilmente, ma senza volgarità, ruoli maliziosi. Come scrisse Enrico Giacovelli, «quando si leggeva il suo nome nei titoli di testa, uno spogliarello era garantito, e non si vedeva l'ora che le calze nere scivolassero via, sinuosamente, dalle sue cosce bianche». Uno dei suoi strip-tease più sensuali e insieme divertenti (e naturalmente, vista l'epoca, non integrali) avvenne nel film a episodi di Gianni Puccini Io uccido, tu uccidi (1965), sulle note della Danza delle ore di Ponchielli.
Partecipò a numerosi film del duo comico Franco e Ciccio (a partire da 2 samurai per 100 geishe, 1962) e a numerose commedie a episodi, perlopiù minori. Ma fu anche diretta da alcuni maestri della commedia: Lina Wertmüller (Questa volta parliamo di uomini, 1965), Mario Monicelli (Casanova '70, 1965), Massimo Franciosa (Il morbidone, 1965), Steno (Letti sbagliati, 1965), Renato Castellani (Questi fantasmi, 1967), Dino Risi (Sesso e volentieri, 1982). Uno dei ruoli più divertenti e memorabili glielo diede Steno nel 1967 in Arrriva Dorellik, dove l'attrice impersonò, sull'onda del successo televisivo del varietà Johnny Sera, la fidanzata e complice del protagonista, esibendosi anche come cantante nella canzone Crash-sci-sci-patapum. Tra il 1964 e il 1966 interpretò, spesso in ruoli importanti, 25 film, quasi tutti commedie.
Ebbe anche esperienze internazionali, con registi quali Claude Chabrol (La tigre profumata alla dinamite, 1965), Michel Deville (Il ladro della Gioconda, 1966), Jean Delannoy (Il più grande colpo del secolo, 1967), Jesús Franco (Paroxismus, 1969). Avrebbe dovuto anche essere la protagonista femminile di un film di James Bond, A 007, dalla Russia con amore, ma alla fine le fu preferita Daniela Bianchi.
Nella seconda metà degli anni sessanta e nella prima metà degli anni Settanta interpretò numerosi polizieschi e thriller, da Banditi a Milano (1968) di Carlo Lizzani a La bestia uccide a sangue freddo (1971) di Fernando Di Leo, e apparve senza veli in Donne sopra, femmine sotto (1971) e in alcuni film erotici come Il trionfo della casta Susanna (1969), nel ruolo di Paolina Borghese, e La sensualità è... un attimo di vita (1974). A metà anni Settanta lasciò l'Italia, dove tornò soltanto per un episodio non felicissimo di Sesso e volentieri (1982), in cui peraltro ritrovò il suo partner cinematografico e televisivo degli anni migliori Johnny Dorelli; e, suo ultimo film, Stangata napoletana (1982) di Vittorio Caprioli. A quasi quarant'anni apparve ancora, ma con i capelli rossi, sulla copertina di Playmen nel febbraio 1982. Dopodiché decise di trasferirsi negli Stati Uniti e lasciò il cinema.

### Televisione
Grazie al successo dei suoi primi film apparve come avvenente show-girl anche alla televisione italiana, al fianco di Johnny Dorelli nel varietà Johnny Sera del 1966 (impersonando la fidanzata di Dorellik, lo spassoso supereroe comico creato da Dorelli, e talvolta anche la supereroina Margaretlik, una specie di Eva Kant). Prese parte anche al Galà per Johnny Dorelli (1968) e al varietà La domenica è un'altra cosa (1969-1970).

### Morte
Margaret Lee morì a Londra il 24 aprile 2024 all'età di 80 anni.

## Vita privata
Ebbe due figli: Damian Anderson e Roberto Malerba (quest'ultimo nato dal suo matrimonio con il coreografo Gino Malerba), entrambi impegnati come produttori in campo cinematografico.

## Filmografia

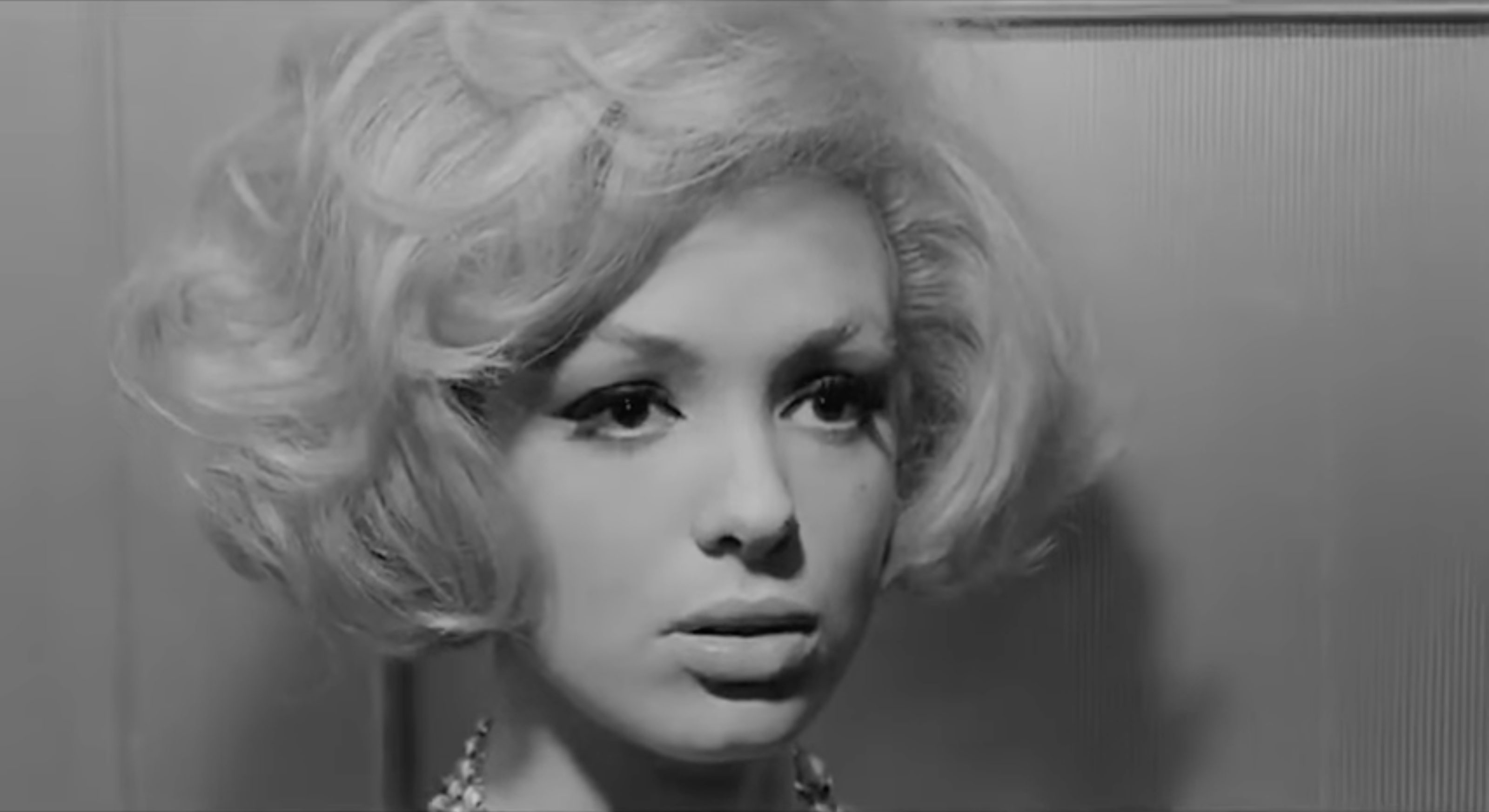
Margaret Lee in Letti sbagliati (1965)

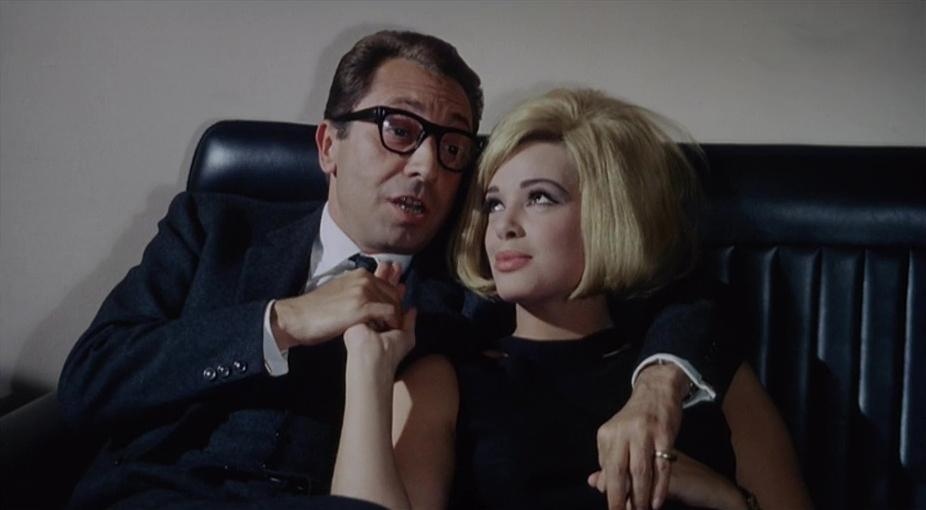
Margaret Lee con Aroldo Tieri in La ballata dei mariti (1963)

- I tre nemici, regia di Giorgio Simonelli (1962)
- Maciste contro i mostri, regia di Guido Malatesta (1962)
- 2 samurai per 100 geishe, regia di Giorgio Simonelli (1962)
- Sansone contro i pirati, regia di Amerigo Anton (1963)
- Avventura al motel, regia di Renato Polselli (1963)
- Vino, whisky e acqua salata, regia di Mario Amendola (1963)
- Siamo tutti pomicioni, regia di Marino Girolami (1963)
- I 4 tassisti, regia di Giorgio Bianchi (1963)
- La ballata dei mariti, regia di Fabrizio Taglioni (1963)
- Gli imbroglioni, regia di Lucio Fulci (1963)
- Via Veneto, regia di Giuseppe Lipartiti (1964)
- I due pericoli pubblici, regia di Lucio Fulci (1964)
- 2 mattacchioni al Moulin Rouge, regia di Giuseppe Vari e Carlo Infascelli (1964)
- I marziani hanno 12 mani, regia di Castellano e Pipolo (1964)
- Un mostro e mezzo, regia di Steno (1964)
- I maniaci, regia di Lucio Fulci (1964)
- La vedovella, regia di Silvio Siano (1964)
- In ginocchio da te, regia di Ettore Maria Fizzarotti (1964)
- Letti sbagliati, regia di Steno (1965)
- Io uccido, tu uccidi, regia di Gianni Puccini (1965)
- Il ladro della Gioconda (On a volé la Joconde), regia di Michel Deville (1965)
- Il morbidone, regia di Massimo Franciosa (1965)
- Questa volta parliamo di uomini, di Lina Wertmüller (1965)
- La tigre profumata alla dinamite (Le Tigre se parfume à la dynamite), regia di Claude Chabrol (1965)
- Agente 077 dall'Oriente con furore, regia di Sergio Grieco (1965)
- I due sergenti del generale Custer, regia di Giorgio Simonelli (1965)
- Casanova '70, regia di Mario Monicelli (1965)
- Lo scippo, regia di Nando Cicero (1965)
- Questo pazzo, pazzo mondo della canzone, regia di Bruno Corbucci e Giovanni Grimaldi (1965)
- Il lungo coltello di Londra (Circus of Fear), regia di John Llewellyn Moxey (1966) - Spie contro il mondo (1966)
- New York chiama Superdrago, regia di Giorgio Ferroni (1966)
- Se tutte le donne del mondo... (Operazione Paradiso), regia di Henry Levin e Arduino Maiuri (1966)
- Djurado, regia di Giovanni Narzisi (1966)
- Racconti a due piazze, episodio Morire per vivere, regia di Gianni Puccini (1966)
- Tre notti violente, regia di Nick Nostro (1966)
- Il più grande colpo del secolo (Le Soleil de voyous), regia di Jean Delannoy (1967)
- Dick Smart 2.007, regia di Franco Prosperi (1967)
- Colpo maestro al servizio di Sua Maestà britannica, regia di Michele Lupo (1967)
- Da Berlino l'apocalisse, regia di Mario Maffei (1967)
- Questi fantasmi, regia di Renato Castellani (1967)
- I cinque draghi d'oro (Five Golden Dragons), regia di Jeremy Summers (1967)
- Arrriva Dorellik, regia di Steno (1967)
- L'assassino ha le ore contate (Coplan sauve sa peau), regia di Yves Boisset (1968)
- Banditi a Milano, regia di Carlo Lizzani (1968)
- Franco, Ciccio e le vedove allegre, regia di Marino Girolami (1968)
- Paroxismus, regia di Jesús Franco (1968)
- Candidato per un assassinio, regia di José Maria Elorrieta (1968)
- I bastardi, regia di Duccio Tessari (1968)
- Niente rose per OSS 117, regia di Jean-Pierre Desagnat e Renzo Cerrato (1969)
- L'Auberge des plaisirs, regia di François Legrand (1969)
- 5 per l'inferno, regia di Gianfranco Parolini (accreditato col nome Frank Kramer) (1969)
- Sai cosa faceva Stalin alle donne?, regia di Maurizio Liverani (1969)
- Il trionfo della casta Susanna, regia di François Legrand (1969)
- Il trono di fuoco (The Bloody Judge), regia di Jesús Franco (1969)
- La vera storia di Frank Mannata, regia di Javier Setó (1969)
- Il dio chiamato Dorian (Das Bildnis des Dorian Gray), regia di Massimo Dallamano (1970)
- Appuntamento col disonore, regia di Adriano Bolzoni (1970)
- La bestia uccide a sangue freddo, regia di Fernando Di Leo (1971)
- Le belve, regia di Giovanni Grimaldi (1971)
- Donne sopra, femmine sotto (The Rogue, Nokaut), regia di Boro Drašković (1971)
- La sensualità è... un attimo di vita, regia di Dante Maraccini (1974)
- Gli assassini sono nostri ospiti, regia di Vincenzo Rigo (1974)
- Scusi Eminenza... posso sposarmi?, regia di Salvatore Bugnatelli (1975)
- Sesso e volentieri, regia di Dino Risi (1982)
- Stangata napoletana, regia di Vittorio Caprioli (1983)

## Doppiatrici italiane
Margaret Lee è stata doppiata da:
- Rita Savagnone in Sansone contro i pirati, Il ladro della Gioconda, I due sergenti del generale Custer, Se tutte le donne del mondo..., Racconti a due piazze, Dick Smart 2.007, Colpo maestro al servizio di Sua Maestà britannica, I bastardi, Niente rose per OSS 117, Il dio chiamato Dorian
- Fiorella Betti in Letti sbagliati, Agente 077 dall'Oriente con furore, New York chiama Superdrago, La sensualità è... un attimo di vita
- Gabriella Genta in Banditi a Milano, Cinque per l'inferno, La bestia uccide a sangue freddo
- Maria Pia Di Meo in Un mostro e mezzo, Da Berlino l'apocalisse
- Mirella Pace in Djurado, Le belve
- Valeria Valeri in 2 samurai per 100 geishe
- Clara Bindi in In ginocchio da te
- Luisella Visconti in Il morbidone
- Isa Bellini in Questa volta parliamo di uomini
- Benita Martini in A doppia faccia
- Gabriella Borri in Il lungo coltello di Londra (ridoppiaggio)